# بيئة تونس
بيئة تونس هي البيئة الطبيعية (مجموعة العناصر – الحيوية أو اللاأحيائية – التي تحيط بالفرد أو النوع والتي تساهم بعضها بشكل مباشر في تلبية احتياجاته) تونس. وتتعرض البلاد بشكل كبير لمجموعة واسعة من المخاطر الطبيعية، مثل الفيضانات، والجفاف ، وموجات الحر، والانهيارات الأرضية، وحرائق الغابات، والتراكم الطمي، والعواصف الثلجية.

## التنوع الحيوي

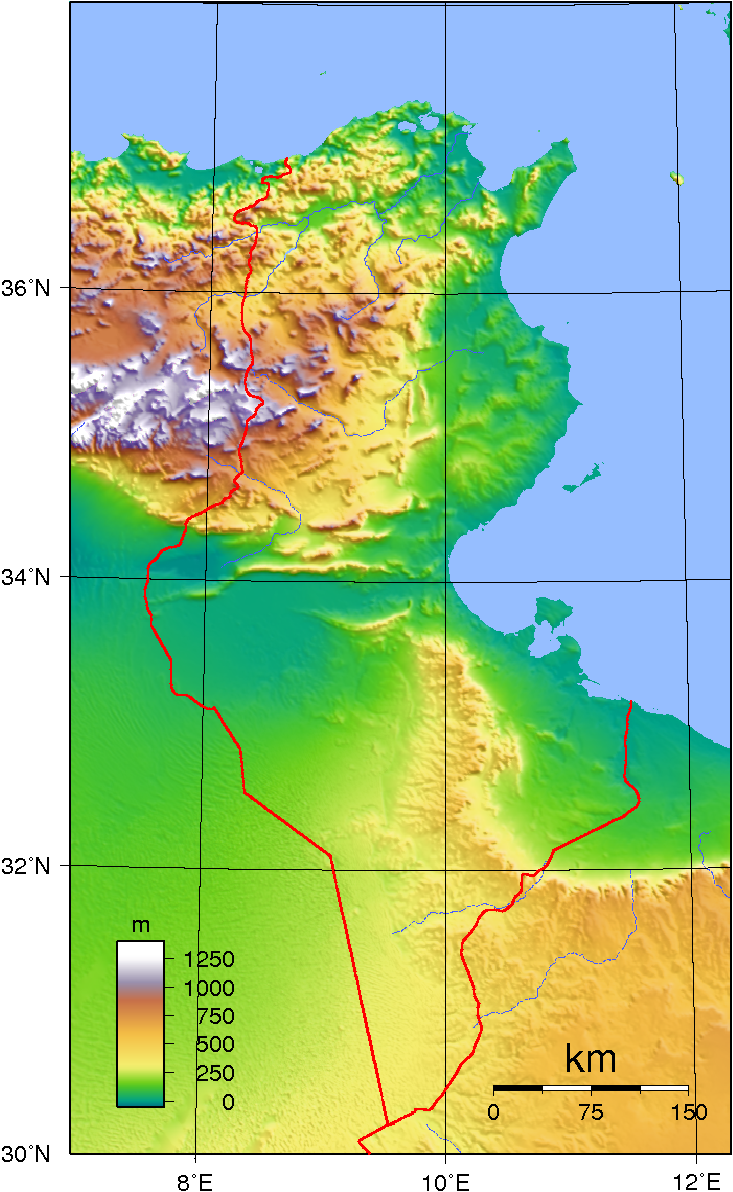
تضاريس تونس.

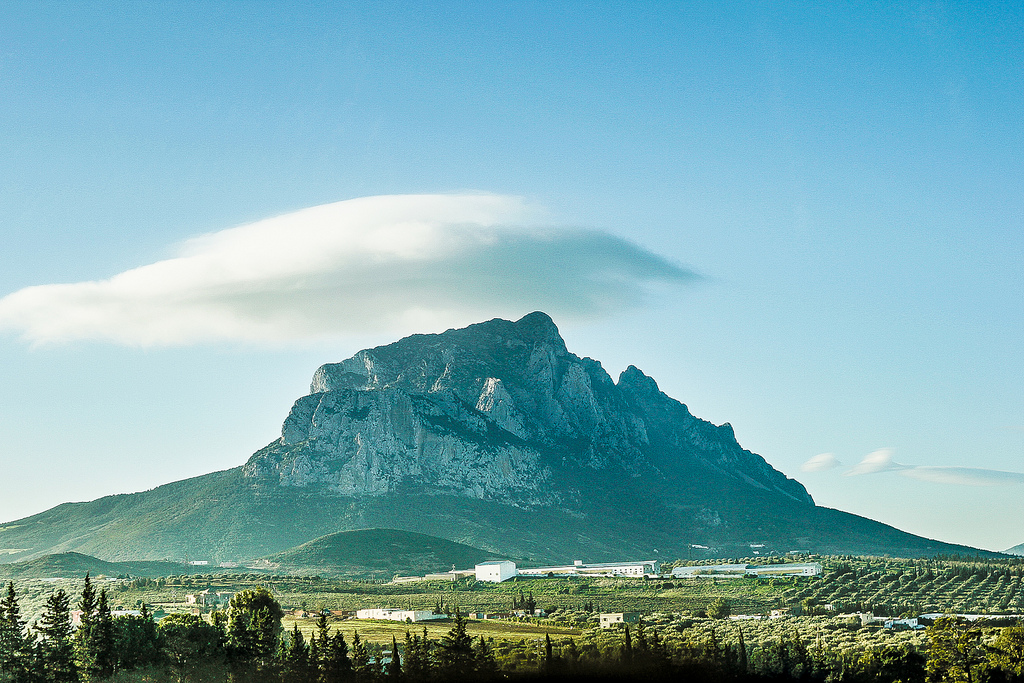
صورة لجبل الرصاص

### البيئات
تمثل الأراضي الرطبة الساحلية بتونس 62 272 هكتار من إجمالي مساحة الأراضي الرطبة التونسية (3 300 000 هكتار). وهي توفر، من خلال اتصالها بالبحر أو مع بعضها البعض، وظائف أساسية للحفاظ على النظام البيئي والتوازن الاجتماعي والاقتصادي.

### المساحات المحمية
من بين 41 موقعًا مصنفًا ضمن اتفاقية رامسار، هناك 28 منطقة رطبة تشكل جزءًا من النظم البيئية الساحلية.

## التأثيرات على البيئات الطبيعية
وفي عام 2021، تعد تونس رابع أكبر مستهلك للمنتجات البلاستيكية في العالم، حيث يبلغ استهلاكها السنوي ما يقرب من مليار كيس بلاستيكي، منها حوالي 150 مليون توزعها الشركات الصغيرة و315 مليونا توزعها المتاجر الكبرى، بحسب وزير الشؤون والبيئة السابق، رياض المؤخر.

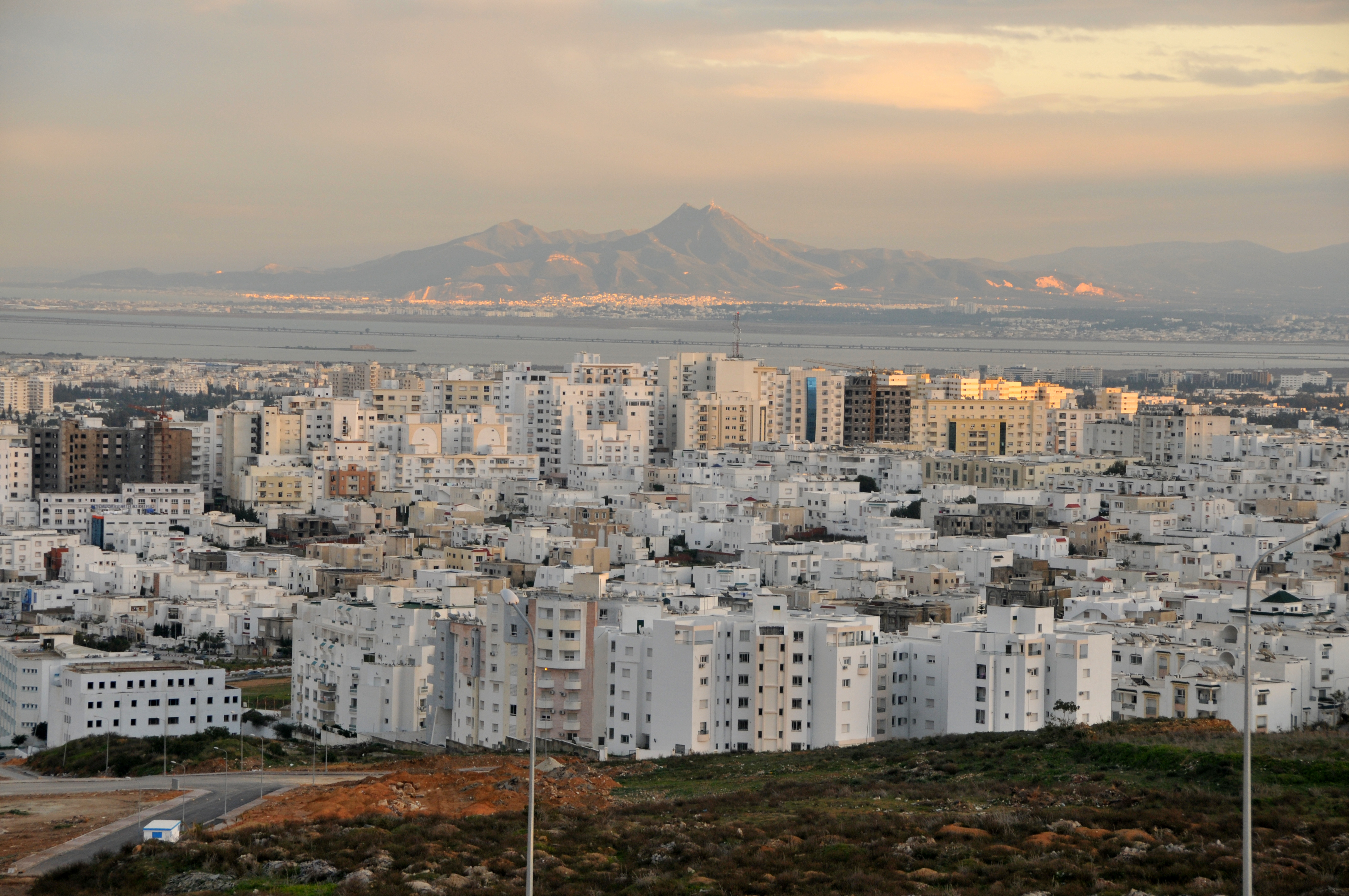
الضواحي الشمالية لمدينة تونس.

## الخاطر الطبيعية
تتعرض تونس بشكل كبير لمجموعة واسعة من المخاطر الطبيعية، مثل الفيضانات والجفاف وموجات الحر والانهيارات الأرضية وحرائق الغابات والترسبات والعواصف الثلجية.

### الفيضانات

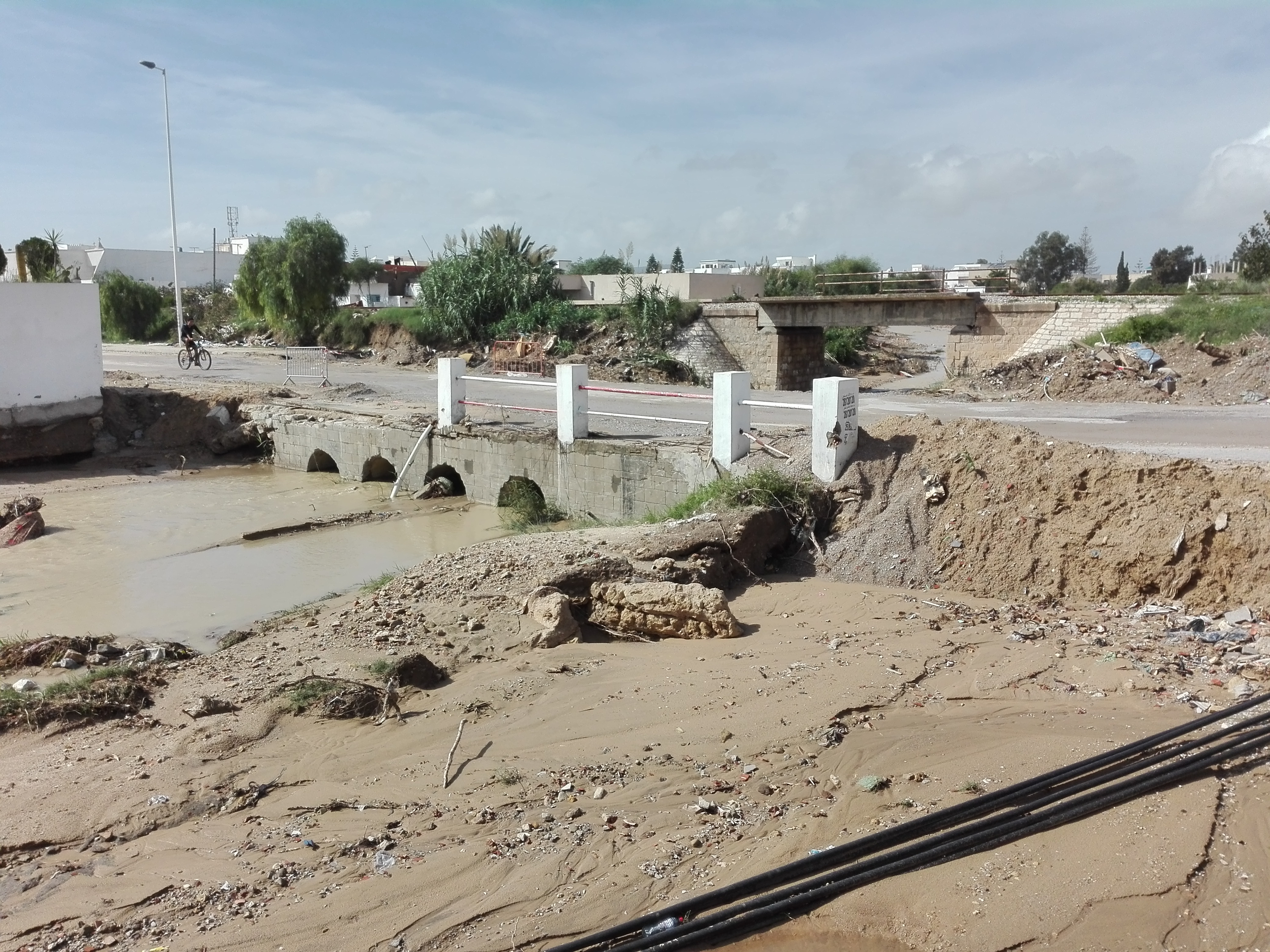
الأضرار المرتبطة بالفيضانات في نابل عام 2018.

من حيث الكوارث الطبيعية، على الصعيد الوطني، تعتبر الفيضانات المسؤولة عن أكبر الخسائر الاقتصادية (حوالي 60٪ من الخسائر الإجمالية المسجلة من عام 1957 إلى عام 2018).

### الاحتباس الحراري
في البحر الأبيض المتوسط، يتعرض أكثر من ثلثي المساحات الرطبة للتهديد من ارتفاع منسوب المياه نتيجة الاحتباس الحراري. وتونس مهددة بشكل خاص، حيث يمكن أن تختفي 60٪ من مساحاتها الرطبة.

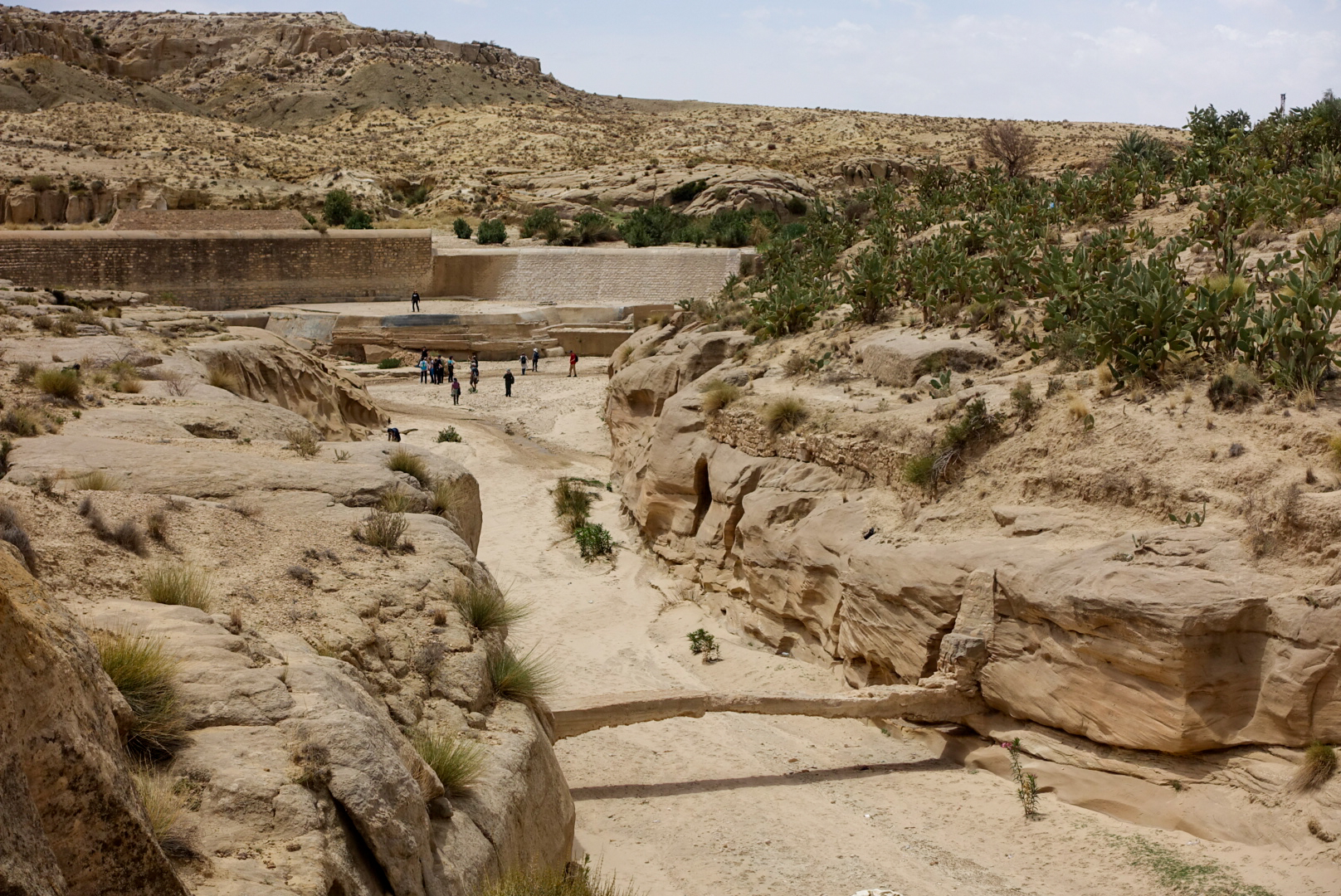
قاع وادي الدرب في.

في صيف عام 2023، شهدت البلاد موجة حر شديدة. وفي 24 يوليو 2023، في وسط تونس، وصلت درجة الحرارة إلى ذروتها عند 49 درجة مئوية. هذه الحرارة غير الاعتيادية لشهر يوليو تسبب في انقطاعات في التيار الكهربائي.